# 国際連合安全保障理事会決議の一覧 (1501-1600)
| 決議 | 日付           | 投票        | 備考                                                                                                | 文書リンク                                            |
| --- | -------------- | ----------- | --------------------------------------------------------------------------------------------------- | ----------------------------------------------------- |
| 2003年安全保障理事会理事国 · 中国 フランス ロシア イギリス アメリカ合衆国 · アンゴラ ブルガリア チリ カメルーン スペイン ドイツ ギニア メキシコ パキスタン シリア               |                |             | |                                                       |
| 1501 | 2003年8月26日  | 全会一致    | 国際連合コンゴ民主共和国ミッションを支援する多国籍軍の権限委任                                      | 原文 ウィキソース(英語)                               |
| 1502 | 2003年8月26日  | 全会一致    | 紛争地帯における国際連合及び人道援助機関関係者の保護について                                        | 原文 ウィキソース(英語)                               |
| 1503 | 2003年8月28日  | 全会一致    | 旧ユーゴスラビア国際戦犯法廷とルワンダ国際戦犯法廷について                                          | 原文 ウィキソース(英語)                               |
| 1504 | 2003年9月4日   | 全会一致    | カルラ・デル・ポンテを旧ユーゴスラビア国際戦犯法廷の検察官に任命                                    | 原文 ウィキソース(英語)                               |
| 1505 | 2003年9月4日   | 全会一致    | ハッサン・ブバカール・ジャローをルワンダ国際戦犯法廷の検察官に任命                                  | 原文 ウィキソース(英語)                               |
| 1506 | 2003年9月12日  | 採択 13–0–2 | 航空機爆破事件等によるリビアへの経済制裁を解除                                                      | 原文 ウィキソース(英語)                               |
| 1507 | 2003年9月12日  | 全会一致    | 国際連合エチオピア・エリトリア派遣団の活動期限延長                                                  | 原文 ウィキソース(英語)                               |
| 1508 | 2003年9月19日  | 全会一致    | 国際連合シエラレオネ派遣団の活動期限延長                                                            | 原文 ウィキソース(英語)                               |
| 1509 | 2003年9月19日  | 全会一致    | 国際連合リベリア・ミッションの活動期限延長                                                          | 原文 ウィキソース(英語)                               |
| 1510 | 2003年10月13日 | 全会一致    | アフガニスタンにおける国際治安支援部隊の増強・活動期限延長                                          | 原文 ウィキソース(英語)                               |
| 1511 | 2003年10月16日 | 全会一致    | イラクにおける多国籍軍の権限について                                                                | 原文 ウィキソース(英語)                               |
| 1512 | 2003年10月27日 | 全会一致    | ルワンダ国際戦犯法廷における一時的な判事の増員について                                              | 原文 ウィキソース(英語)                               |
| 1513 | 2003年10月28日 | 全会一致    | 国際連合西サハラ住民投票ミッションの活動期限延長                                                    | 原文 ウィキソース(英語)                               |
| 1514 | 2003年11月13日 | 全会一致    | 国際連合コートジボワール活動の活動期限延長                                                          | 原文 ウィキソース(英語)                               |
| 1515 | 2003年11月19日 | 全会一致    | イスラエル・パレスチナ間の和平プロセスについて                                                      | 原文 ウィキソース(英語)                               |
| 1516 | 2003年11月20日 | 全会一致    | トルコにおける爆弾テロを非難                                                                        | 原文 ウィキソース(英語)                               |
| 1517 | 2003年11月24日 | 全会一致    | 国際連合キプロス平和維持軍の活動期限延長                                                            | 原文 ウィキソース(英語)                               |
| 1518 | 2003年11月24日 | 全会一致    | イラクにおけるサッダーム・フセイン関係者の資産調査のための委員会設立について                        | 原文 ウィキソース(英語)                               |
| 1519 | 2003年12月16日 | 全会一致    | ソマリアにおける武器禁輸のために監視グループの設置について                                          | 原文 ウィキソース(英語)                               |
| 1520 | 2003年12月22日 | 全会一致    | 国際連合兵力引き離し監視軍の活動期限延長                                                            | 原文 ウィキソース(英語)                               |
| 1521 | 2003年12月22日 | 全会一致    | リベリアに対する経済制裁について                                                                    | 原文 ウィキソース(英語)                               |
| 2004年安全保障理事会理事国 · 中国 フランス ロシア イギリス アメリカ合衆国 · アルジェリア アンゴラ ベナン ブラジル チリ スペイン ドイツ パキスタン フィリピン ルーマニア         |                |             | |                                                       |
| 1522 | 2004年1月15日  | 全会一致    | コンゴ民主共和国における国軍の統合・再編について                                                    | 原文 ウィキソース(英語)                               |
| 1523 | 2004年1月30日  | 全会一致    | 国際連合西サハラ住民投票ミッションの活動期限延長                                                    | 原文 ウィキソース(英語)                               |
| 1524 | 2004年1月30日  | 全会一致    | 国際連合グルジア監視団の活動期限延長                                                                | 原文 ウィキソース(英語)                               |
| 1525 | 2004年1月30日  | 全会一致    | 国際連合レバノン暫定駐留軍の活動期限延長                                                            | 原文 ウィキソース(英語)                               |
| 1526 | 2004年1月30日  | 全会一致    | アルカーイダ、ターリバーン、ウサーマ・ビン・ラーディンらのグループに対する制裁強化について          | 原文 ウィキソース(英語)                               |
| 1527 | 2004年2月4日   | 全会一致    | 国際連合コートジボワール・ミッションの活動期限延長                                                  | 原文 ウィキソース(英語)                               |
| 1528 | 2004年2月27日  | 全会一致    | 国際連合コートジボワール活動の設立について                                                          | 原文 ウィキソース(英語)                               |
| 1529 | 2004年2月29日  | 全会一致    | ハイチの騒乱状態を受けて、多国籍軍の展開について                                                    | 原文 ウィキソース(英語)                               |
| 1530 | 2004年3月11日  | 全会一致    | スペイン列車爆破事件を非難                                                                          | 原文 ウィキソース(英語)                               |
| 1531 | 2004年3月12日  | 全会一致    | 国際連合エチオピア・エリトリア派遣団の活動期限延長                                                  | 原文 ウィキソース(英語)                               |
| 1532 | 2004年3月12日  | 全会一致    | リベリアのチャールズ・テーラー及び関係者の資産凍結について                                          | 原文 ウィキソース(英語)                               |
| 1533 | 2004年3月12日  | 全会一致    | コンゴ民主共和国東部における武装勢力への武器禁輸強化について                                        | 原文 ウィキソース(英語)                               |
| 1534 | 2004年3月26日  | 全会一致    | 旧ユーゴスラビア国際戦犯法廷とルワンダ国際戦犯法廷のスケジュールについて                            | 原文 ウィキソース(英語)                               |
| 1535 | 2004年3月26日  | 全会一致    | 安全保障理事会対テロ委員会の再編について                                                            | 原文 ウィキソース(英語)                               |
| 1536 | 2004年3月26日  | 全会一致    | 国連アフガニスタン支援ミッションの活動期限延長                                                      | 原文 ウィキソース(英語)                               |
| 1537 | 2004年3月30日  | 全会一致    | 国際連合シエラレオネ派遣団の活動期限延長                                                            | 原文 ウィキソース(英語)                               |
| 1538 | 2004年4月21日  | 全会一致    | イラクにおける石油食料交換プログラムについて                                                        | 原文 ウィキソース(英語)                               |
| 1539 | 2004年4月22日  | 全会一致    | 少年兵について                                                                                      | 原文 ウィキソース(英語)                               |
| 1540 | 2004年4月28日  | 全会一致    | 大量破壊兵器の拡散防止について                                                                      | 原文 ウィキソース(英語)                               |
| 1541 | 2004年4月29日  | 全会一致    | 国際連合西サハラ住民投票ミッションの活動期限延長                                                    | 原文 ウィキソース(英語)                               |
| 1542 | 2004年4月30日  | 全会一致    | 国際連合ハイチ安定化ミッションの設立について                                                        | 原文 ウィキソース(英語)                               |
| 1543 | 2004年5月14日  | 全会一致    | 国際連合東ティモール支援団の活動期限延長                                                            | 原文 ウィキソース(英語)                               |
| 1544 | 2004年5月19日  | 採択 14–0–1 | イスラエルに対しパレスチナ人住居の破壊の中止を要請                                                  | 原文 ウィキソース(英語)                               |
| 1545 | 2004年5月21日  | 全会一致    | 国際連合ブルンジ活動の設立について                                                                  | 原文 ウィキソース(英語)                               |
| 1546 | 2004年6月8日   | 全会一致    | イラク暫定政権について                                                                              | 原文 ウィキソース(英語)                               |
| 1547 | 2004年6月11日  | 全会一致    | 国際連合スーダン先遣ミッションの設立について                                                        | 原文 ウィキソース(英語)                               |
| 1548 | 2004年6月11日  | 全会一致    | 国際連合キプロス平和維持軍の活動期限延長                                                            | 原文 ウィキソース(英語)                               |
| 1549 | 2004年6月17日  | 全会一致    | リベリアに対する経済制裁の監視状況の再編について                                                    | 原文 ウィキソース(英語)                               |
| 1550 | 2004年6月29日  | 全会一致    | 国際連合兵力引き離し監視軍の活動期限延長                                                            | 原文 ウィキソース(英語)                               |
| 1551 | 2004年7月9日   | 全会一致    | ボスニア・ヘルツェゴビナにおける平和安定化部隊の活動期限延長                                        | 原文 ウィキソース(英語)                               |
| 1552 | 2004年7月27日  | 全会一致    | コンゴ民主共和国に対する武器禁輸の延長について                                                      | 原文 ウィキソース(英語)                               |
| 1553 | 2004年7月29日  | 全会一致    | 国際連合レバノン暫定駐留軍の活動期限延長                                                            | 原文 ウィキソース(英語)                               |
| 1554 | 2004年7月29日  | 全会一致    | 国際連合グルジア監視団の活動期限延長                                                                | 原文 ウィキソース(英語)                               |
| 1555 | 2004年7月29日  | 全会一致    | 国際連合コンゴ民主共和国ミッションの活動期限延長                                                    | 原文 ウィキソース(英語)                               |
| 1556 | 2004年7月30日  | 採択 13–0–2 | スーダンに対しダルフール地方におけるジャンジャウィード（民兵）の武装解除を要求                      | 原文 ウィキソース(英語)                               |
| 1557 | 2004年8月12日  | 全会一致    | 国際連合イラク支援ミッションの活動期限延長                                                          | 原文 ウィキソース(英語)                               |
| 1558 | 2004年8月17日  | 全会一致    | ソマリアに対する武器禁輸監視状況の再編について                                                      | 原文 ウィキソース(英語)                               |
| 1559 | 2004年9月2日   | 全会一致    | レバノンにおける選挙の支援について                                                                  | 原文 ウィキソース(英語)                               |
| 1560 | 2004年9月14日  | 全会一致    | 国際連合エチオピア・エリトリア派遣団の活動期限延長                                                  | 原文 ウィキソース(英語)                               |
| 1561 | 2004年9月17日  | 全会一致    | 国際連合リベリア・ミッションの活動期限延長                                                          | 原文 ウィキソース(英語)                               |
| 1562 | 2004年9月17日  | 全会一致    | 国際連合シエラレオネ派遣団の活動期限延長                                                            | 原文 ウィキソース(英語)                               |
| 1563 | 2004年9月17日  | 全会一致    | アフガニスタンにおける国際治安支援部隊の活動期限延長                                                | 原文 ウィキソース(英語)                               |
| 1564 | 2004年9月18日  | 採択 11–0–4 | ダルフール情勢について懸念を表明                                                                    | 原文 ウィキソース(英語)                               |
| 1565 | 2004年10月1日  | 全会一致    | 国際連合コンゴ民主共和国ミッションの活動期限延長                                                    | 原文 ウィキソース(英語)                               |
| 1566 | 2004年10月8日  | 全会一致    | テロに対する国際協力について                                                                        | 原文 ウィキソース(英語)                               |
| 1567 | 2004年10月14日 | 全会一致    | 旧ユーゴスラビア国際戦犯法廷について判事を推薦                                                      | 原文 ウィキソース(英語)                               |
| 1568 | 2004年10月22日 | 全会一致    | 国際連合キプロス平和維持軍の活動期限延長                                                            | 原文 ウィキソース(英語)                               |
| 1569 | 2004年10月26日 | 全会一致    | ダルフール紛争について、ケニアのナイロビで会合を開くことを決定                                      | 原文 ウィキソース(英語)                               |
| 1570 | 2004年10月28日 | 全会一致    | 国際連合西サハラ住民投票ミッションの活動期限延長                                                    | 原文 ウィキソース(英語)                               |
| 1571 | 2004年11月4日  | 無投票      | 国際司法裁判所の判事選出について                                                                    | 原文 ウィキソース(英語)                               |
| 1572 | 2004年11月15日 | 全会一致    | コートジボワールに対する制裁措置について                                                            | 原文 ウィキソース(英語)                               |
| 1573 | 2004年11月16日 | 全会一致    | 国際連合東ティモール支援団の活動期限延長                                                            | 原文 ウィキソース(英語)                               |
| 1574 | 2004年11月19日 | 全会一致    | 国際連合スーダン先遣ミッションの活動期限延長                                                        | 原文 ウィキソース(英語)                               |
| 1575 | 2004年11月22日 | 全会一致    | ボスニア・ヘルツェゴビナにおける平和安定化部隊の活動を終了し、欧州連合部隊 アルテアへと任務を移譲。 | 原文 ウィキソース(英語)                               |
| 1576 | 2004年11月29日 | 全会一致    | 国際連合ハイチ安定化ミッションの活動期限延長について                                                | 原文 ウィキソース(英語)                               |
| 1577 | 2004年12月1日  | 全会一致    | 国際連合ブルンジ活動の活動期限延長について                                                          | 原文 ウィキソース(英語)                               |
| 1578 | 2004年12月15日 | 全会一致    | 国際連合兵力引き離し監視軍の活動期限延長                                                            | 原文 ウィキソース(英語)                               |
| 1579 | 2004年12月21日 | 全会一致    | リベリアに対する経済制裁について                                                                    | 原文 ウィキソース(英語)                               |
| 1580 | 2004年12月22日 | 全会一致    | 国際連合ギニアビサウ平和構築支援事務所の活動期限延長                                                | 原文 ウィキソース(英語)                               |
| 2005年安全保障理事会理事国 · 中国 フランス ロシア イギリス アメリカ合衆国 · アルジェリア アルゼンチン ベナン ブラジル デンマーク ギリシャ 日本 フィリピン ルーマニア タンザニア |                |             | |                                                       |
| 1581 | 2005年1月18日  | 全会一致    | 旧ユーゴスラビア国際戦犯法廷の判事について                                                          | 原文 ウィキソース(英語)                               |
| 1582 | 2005年1月28日  | 全会一致    | 国際連合グルジア監視団の活動期限延長                                                                | 原文 ウィキソース(英語)                               |
| 1583 | 2005年1月28日  | 全会一致    | 国際連合レバノン暫定駐留軍の活動期限延長                                                            | 原文 日本語訳 ウィキソース(英語)                      |
| 1584 | 2005年2月1日   | 全会一致    | コートジボワールに対する武器禁輸の強化                                                              | 原文 ウィキソース(英語)                               |
| 1585 | 2005年3月10日  | 全会一致    | 国際連合スーダン先遣ミッションの活動期限延長                                                        | 原文 ウィキソース(英語)                               |
| 1586 | 2005年3月14日  | 全会一致    | 国際連合エチオピア・エリトリア派遣団の活動期限延長                                                  | 原文 ウィキソース(英語)                               |
| 1587 | 2005年3月15日  | 全会一致    | ソマリアにおける武器禁輸監視の再編について                                                          | 原文 ウィキソース(英語)                               |
| 1588 | 2005年3月17日  | 全会一致    | 国際連合スーダン先遣ミッションの活動期限延長                                                        | 原文 ウィキソース(英語)                               |
| 1589 | 2005年3月24日  | 全会一致    | 国連アフガニスタン支援ミッションの活動期限延長                                                      | 原文 ウィキソース(英語)                               |
| 1590 | 2005年3月24日  | 全会一致    | 国際連合スーダン派遣団の設立について                                                                | 原文 ウィキソース(英語)                               |
| 1591 | 2005年3月27日  | 採択 12–0–3 | ダルフール情勢に関連した制裁措置について                                                            | 原文 ウィキソース(英語)                               |
| 1592 | 2005年3月30日  | 全会一致    | 国際連合コンゴ民主共和国ミッションの活動期限延長                                                    | 原文 ウィキソース(英語)                               |
| 1593 | 2005年3月31日  | 採択 11–0-4 | ダルフール紛争に関し国際刑事裁判所が関与することについて                                            | 原文 ウィキソース(英語)                               |
| 1594 | 2005年4月4日   | 全会一致    | 国際連合コートジボワール活動の活動期限延長                                                          | 原文 ウィキソース(英語)                               |
| 1595 | 2005年4月7日   | 全会一致    | レバノンのラフィーク・ハリーリー暗殺に関した国際調査委員会について                                  | 原文 ウィキソース(英語)                               |
| 1596 | 2005年4月18日  | 全会一致    | コンゴ民主共和国における武器禁輸の拡大について                                                      | 原文 日本語訳 ウィキソース(英語) ウィキソース日本語訳 |
| 1597 | 2005年4月20日  | 全会一致    | 旧ユーゴスラビア国際戦犯法廷の判事について                                                          | 原文 日本語訳 ウィキソース(英語)                      |
| 1598 | 2005年4月28日  | 全会一致    | 国際連合西サハラ住民投票ミッションの活動期限延長                                                    | 原文 ウィキソース(英語)                               |
| 1599 | 2005年4月28日  | 全会一致    | 国際連合東ティモール事務所の設立について                                                            | 原文 ウィキソース(英語)                               |
| 1600 | 2005年5月4日   | 全会一致    | 国際連合コートジボワール活動の活動期限延長                                                          | 原文 日本語訳 ウィキソース(英語)                      |